# 図書館員
図書館員（としょかんいん）とは、図書館においてその業務に従事する者のことである。類似した言葉に司書があるが、後述するようにその語義は必ずしも一致しない。

## 語義
日本語の「図書館員」は、英語の「ライブラリアン」に相当する名詞である。
英語のライブラリアンは語源から見れば広く図書館業務の従事者を意味するが、しばしば図書館の業務を専門的に行う者を限定的に指す。このため「図書館員」という日本語の単語についても、図書館に勤務する職員の中でも専門的職員を意味すると説明されることもあるが、日本の図書館界では図書館の専門的職員のことは司書あるいは図書館司書ということが多い。この場合においては、「図書館員」とは、図書館の専門的職員であるか否かを問わず、図書館において図書館資料の収集、整理、図書館サービスの提供などの業務を行っている職員を指し、「司書」とは、図書館法に基づく司書となる資格を有していたり、図書館の専門的職員として雇用されていたりする図書館員を特に限定していう。
このように日本語の「図書館員」は日本特有の事情が定義にかかわるため、以下の記述では特に断りのない限り、日本国内における図書館員に関して述べる。

## 図書館員の範囲と種類
図書館には、司書に代表される図書館サービスに従事する職員の他にも、組織・施設の管理・運営などの庶務や、情報システムの管理・運用などの技術的な業務に専従する職員や、あるいは正規の職員の図書館業務を補助・代替するために置かれる非常勤・嘱託・ボランティア・派遣職員などが存在する。これら多様な図書館内の業務の従事者たちまで含めて図書館員というか否かは定まっていない。
このほか、図書館に働く職員という意味で「図書館職員」という言葉を用いて区別し、「図書館員」をそれよりも狭義に限定して用いる場合もある。しかしこの場合においても、非常勤職員や派遣職員などの非正規雇用者を含めるか否かは曖昧である。
「図書館員」を広い意味で図書館で働くすべての職員のことをいっている例として、日本の図書館で広く掲げられている「図書館員の倫理綱領」があげられる。「図書館員の倫理綱領」が対象とするような、広い意味での図書館員には以下のような職員が含まれる。
- 資格に基づく司書
- 資格に基づく司書補
- 資格に基づく司書教諭
- 資格を持たないが図書館サービスに従事する図書館の正規職員
- 図書館の設置機関によって雇用され、図書館サービスに従事する非常勤職員・嘱託職員
- 図書館の設置機関と契約を結んだ業者によって雇用され、図書館サービスに従事する派遣職員
- 図書館の設置機関から図書館の管理運営を委託された業者によって雇用され、図書館サービスに従事する職員
- 図書館サービス以外の業務に従事する図書館の職員

## 日本における図書館員の実情
日本では図書館の専門的職員に関する資格は、図書館法に基づく司書、司書補と、学校図書館法に基づく司書教諭の3つがある。
公共図書館については、すべての図書館に図書館司書あるいは司書補が配置されていることが、図書館法の要望し期待する姿であるとされているが、図書館に必ず司書を置かなくてはならないとは解釈されていない。また、学校図書館においては、司書教諭は学校図書館の管理運営を専任していないことが多く、図書館員としてよりも兼務する特定の教科の担当教諭として見られる傾向が強い。さらに、大学図書館や専門図書館についてはその専門的職員の専門性を保障する資格がなく、本来は公共図書館職員の資格として想定されている司書資格が代用されているのが実情である。
このように、あらゆる種別の図書館に適用される資格としての性格を有していないこと、専門職としての社会的認知に乏しく設置が進んでいないことなどが図書館の専門的職員に関する長年の問題として残されてきた。さらに1990年代以降の図書館では館種を問わず正規職員・専門的職員が削減され、図書館サービスの従事者の非正規雇用、非専門職への置き換えが進んでいる。